# Nassella punensis
Nassella punensis är en gräsart som beskrevs av Maria Amelia Torres. Nassella punensis ingår i släktet nassellor, och familjen gräs. Inga underarter finns listade i Catalogue of Life.